# División Reforzada de Madrid
La División Reforzada de Madrid  es el nombre que se dio a un conjunto de tropas del bando sublevado en la guerra civil española, que intervino en algunos de los episodios bélicos englobados en la Batalla de Madrid, especialmente en la Batalla del Jarama, que se desarrolló entre el 6 y el 27 de febrero de 1937.

## Historia
La unidad fue creada el 5 de diciembre de 1936 (otras fuentes indican el día 6), en el frente de Madrid. Quedó integrada en el recién creado I Cuerpo de Ejército franquista —o de Madrid— junto a las divisiones «Soria» y «Ávila».
Estaba dirigida por el general de brigada Luis Orgaz Yoldi. Originalmente estuvo formada por cuatro brigadas, que cubrían todo el frente de Madrid y el Tajo, hasta los límites de las provincias de Cáceres y Badajoz. A lo largo de diciembre la unidad fue reforzada aún más, con la recepción de numerosos batallones africanos y peninsulares. Ello hizo que la división en realidad tuviera más efectivos que, por ejemplo, los que correspondían a un cuerpo de ejército.
En enero de 1937 fuerzas de la división tomaron parte en la 3.ª batalla de la carretera de La Coruña.
A comienzos de febrero de 1937 la unidad quedó formada por cinco grandes brigadas con unos 19.000 soldados, en su mayoría tropas de África, que habían llegado a las puertas de Madrid, en el otoño de 1936, después de cruzar el Estrecho y avanzar desde Sevilla, pasando por Mérida. Eran, pues, en su mayoría veteranos de los duros enfrentamientos de los primeros meses de la guerra. Predominaban tropas legionarias y de regulares, junto con otras tropas del norte de África, algunos falangistas (de Valladolid), requetés y otras tropas incorporadas por el camino (zapadores de Sevilla).
Tras el fracaso de las operaciones en la carretera de La Coruña, el estado mayor de la División reforzada de Madrid preparó una operación con el objetivo de cortar las comunicaciones de Madrid con el Levante por la carretera de Valencia. Este plan acabaría concretándose en la batalla del Jarama, en la cual tuvo una destacada intervención la unidad. De cara a la batalla de Guadalajara, en marzo de 1937, estaba previsto que intervinieran las fuerzas de Orgaz en apoyo del Corpo Truppe Volontarie; sin embargo, estas se encontraban agotadas tras los combates del Jarama un mes antes. Orgaz acabaría siendo destituido en el mando de la unidad.
Tras el final de las operaciones militares en torno a la capital, a comienzos de abril de 1937 hubo una reorganización general en las fuerzas franquistas. Las antiguas brigadas de la división aumentaron de tamaño hasta convertirse en divisiones, numeradas de 1 a 4; el 23 de mayo de 1937 recibieron su numeración definitiva, de 71 y 74.

## Composición
Esta era la situación en febrero de 1937. Las cinco brigadas que componían la unidad estaban mandadas por los coroneles Ricardo Rada Peral (la I), Eduardo Sáenz de Buruaga (la II), Fernando Barrón Ortiz (la III), Carlos Asensio Cabanillas (la IV) y Francisco García Escámez (la V). Cada Brigada estaba compuesta por dos regimientos de infantería, cuatro o cinco baterías de artillería, una sección de antitanques, una compañía de carros y una compañía de zapadores. En el caso de las brigadas III y la IV, estas además contaban cada una con dos regimientos de caballería.